# تجكانت

تجكانت قبيلة بموريتانيا والصحراء الغربية والجنوب المغرب و ماهو حاليا جنوب غربي للجزائر.   قيل إنها كانت ربع جيش المرابطين[بحاجة لمصدر]. عرفت فيه باسم لمتونه الأبرار. نسبة إلى جدهم جاكن اللمتوني.

## الأصل
تعود اصول قبيية تجكانت إلى قبيلة لمتونة الصنهاجية والتي استوطنت حواضر الصحراء الكبرى وغرب إفريقيا في بداية استقرارها، وجاءت تسمية تجكانت من اللهجة الصنهاجية والتي مفادها القُوَّاد أو أدوات القيادة. وتتوزع فروع تجكانت عموما في المغرب وموريتانيا ومالي والنيجر، وجزائر  والسنغال وقليل منهم رحل إلى أرض الحجاز واستقر هناك.ويُعتبر جاكن أو جاكر الأبر الجد الأكبرلقبيلة تجكانت
وحسب بعض الروايات إلى قبيلة حمير بكسر الحاء وفتح الياء اليمنية وتنسب هذه القبيلة التي تعتبر من أكبرالقبائل الموريتانية إلى جدها الجامع جاكر الأبر أو جاكن.

## حرب تنيكي
وقعت بين الإخاذ القبيلة حرباً أسفرت عن خرابها سنة: 1062 تقريباً [بحاجة لمصدر]. ويقال ان سبب هذه الحرب أن فتى من أعزاء القبيلة سفيها اعترض الطريق ذات يوم ومد رجليه في باب السوق وقال لايمر أحد إلا من تحتها، فأرادت جارية، قيل إنها لاله بنت سيدي محمد الصغير بن سيدي أحمد البكاي بن سيدي امحمد الكبير جد قبيلة كنتة وأمها من لگواليل. فلما طأطأت رأسها لتمر من تحت ساقيه ضغط بهما على عنقها فوقع فمها على الأرض وسقطت ثناياها. فحملتها إلى خالها أعمر أگوگْ: رئيس لعثامنه من لگواليل يومئذ فجاء مشتملا على سيفه فقطع ساقي الفتى، فاشتعلت الحرب بين الفريقين: لگواليل من جهة وسائر القبيلة من جهة أخرى. ودامت الحرب سنة كاملة، أسفرت عن هزيمة لگواليل ومقتل أكثرهم. قيل إن أعمر أگوگْ خرج من تينيگي بخمس وستين طفلا يتيما كلهم يكنيه «يبه». ومكث بهم يربيهم ويدربهم على الحرب 15 سنة: وقيل ثلاثين سنة. فلما رأى فيهم كفاية لقيادة الجيش استنجد بعض ملوك البربر فأمده بجنود وجعل قواده يتامى لگواليل. فلما اقترب من قرية تينيگي تنكر ليلا وجاء إلى أمة له وأمرها أن تعمل طبلا. فامتثلت في أسرع وقت وأقامت طربا عظيما اجتمع عليه الأحداث من كافة أنحاء القرية. ودام الطرب حتى كان آخر الليل فتساقط الأحداث نوما. فقتل الجيش منهم عددا كبيرا. ثم عمد أعمر أگوگْ وبعض الجيش إلى المسجد ووقف على أبوابه يقتل من جاء لأذان السدس. فقتل منهم في تلك الساعة عددا كبيرا. ولما اتضح الصبح أذن وكان جهوري الصوت. وفي آخر الأذان قال: «صبحكم الويل». وقيل ان أربعين حاملا أسقطت عندما سمعت صوته.
واشتعلت الحرب بين الجيش والقرية سنتين. وأسفرت عن انتصار لگواليل على القرية. فاحتلوها عنوة وتفرق سكانها.

## انتشار القبيلة
ذهبت معظم الأفخاذ المتحاربة إلى بلاد الحوض وأفله وتفرق باقيهم. فمنهم من استوطن بزمور وهم الذين أسسوا تندوف أخيرا إذ يعود تأسيس مدينة تندوف إلى القرن العاشر هجري (16 ميلادي) ويرجع أصل تسميتها حسب المؤرخ «البكري» في كتابه «المسالك والممالك» إلى اسم تندفس نسبة إلى آبار يحفرها المسافرون فلا تلبث أن تنهار وتندثر وبسبب موقعها المتميز لعبت تندوف دورا هاما في التبادل الثقافي والتجاري عبر تاريخها إذ كانت ممرا. ومنهم من استوطن في بوادي أزواد وهم «الوسره» ومن والأهم. ومنهم من استوطن بالسنغال وبقيتهم الآن تدعى «بابوات» لا تزال معترفة بكونها من أصل جكني. والبعض منهم استوطن في بلاد الترارزه وهم أولاد موساني وبعض من الرماضين وبعض من الزلامطه وأهل الحاج المختار. أما الأفراد الذين اختفوا في القبائل مثل أهل أيوب في تاگانت، وأولاد إبراهيم في أولاد ادليم، وإيديلبَه في ولاته في هذه الظروف تفرقت تجكانت إلى كل الصحراء انطلاقا من مدينتهم المدمرة تنيكي سنة 1062 هـ، فذهب بعضهم إلى بلاد الحوض وأفلة وتفرق باقيهم فمنهم من استوطن تندوف حتى الآن ومنهم من توجه نحو الجنوب والجنوب الغربي، واستوطن البعض الآخر في بوادي الترارزة.

## تأسيس تندوف
تُعد تندوف  من أهم الحواضر الجكنية، وعرفت حركة علمية كبيرة بفضل إسهامات علمائها؛ أمثال محمد المختار بن بلعمش مؤسس تندوف وابنه أحمد يقن، كما ساهم تجار تجكانت بقوافلهم التجارية انطلاقا من تندوف في ربط علاقات اقتصادية مع أفريقيا جنوب الصحراء، مما ساهم في في ازدهار تندوف اقتصاديًا وثقافيا.
جاء في بعض تواريخ اتوات:«.. أول من نزل بها وبنى بها القصر الأول: يقال إنهم اللمتون أولاد الملك يوسف بن تجْفَنْتْ [يعرّب: تاشفين] حين انكسرت دولتهم بالمغرب والأندلس... فجاؤوها هاربين وفارين إلى أن بلغوا أرض توات، ووجدوا بها الجدب، فعرفوا أنها أرض أمان، لأن الجند لايطيق المقام بها ولا مطمع له فيها، فبنوا للسماء وحفروا للماء واستوطنوا وكان أول قصر بنوه بها» تيلوت«قصر قديم..».
وبعد انهيار دولة المرابطين خرج تجكانت نحو أتْوات وسكنوا في أخْصاص مدة 70 سنة قبل أن ينزاحوا نحو نواحي آدْرَارْ «موريتانيا» ليستقروا في مدينتهم الشهيرة تينيكي.
ويذكر الضابط المترجم مارتان في كتابه «الواحات الصحراوية» أن تجكانت كانوا يغيرون على اتوات في القرن السابع.